# أونور كايا
اونور كايا (بالتركية: Onur Kaya)‏ (20 أبريل 1986 في بلجيكا - ) هو لاعب كرة قدم تركي في مركز الوسط. لعب مع زولته فاريجيم وفيتيسه آرنهم ونادي رويال شارلروا ونادي لوكيرين.

## وصلات خارجية
- اونور كايا على موقع الاتحاد الأوربي (الإنجليزية)
- اونور كايا على موقع قاعدة بيانات كرة القدم.إي يو (الإنجليزية)
- اونور كايا على موقع Soccerway.com (الإنجليزية)
- اونور كايا على موقع AS.com (الإسبانية)